# Dirt Trax FX
Dirt Trax FX est un jeu vidéo de course développé par Sculptured Software et édité par Acclaim Entertainment, sorti en 1995 sur Super Nintendo. Il utilise la puce Super FX.